# Київ (Росія)
Київ - вилучене з облікових даних село Косинського району Пермського краю Росії

## Історія
Можливо, село було названо на честь однойменної столиці України.
Знято з облікових даних 2008 року.